# Земский мир
Земский мир (нем. Landfriede; лат. constitutio pacis, pax instituta) — законодательный запрет использования военной силы для разрешения внутренних конфликтов в Священной Римской империи. Постановления императоров о земском мире служили способом обеспечения общественного порядка и недопущения частных войн на территории империи. Виновные в нарушении земского мира подвергались имперской опале и конфискации владений. В 1495 году рейхстагом Священной Римской империи был введён «Вечный земский мир» (нем. Ewiger Landfrieden) в качестве базового принципа сосуществования имперских сословий в рамках единой имперской конструкции. Несмотря на то, что полностью искоренить практику применения военной силы для разрешения конфликтов не удалось, система земского мира играла важную роль в поддержании эффективности функционирования имперских институтов и обеспечении единства империи, а также в умиротворении Германии в эпоху Средневековья и Нового времени.

## Эволюция системы земского мира
Возникновение института земского мира связано с клюнийским движением XI века, идеи которого об установлении «Божьего мира» на земле были восприняты императором Генрихом III и выразились в принятии под имперскую защиту священнослужителей, пилигримов, торговцев, женщин и крестьян. Первый земский мир на всей территории Священной Римской империи был провозглашён в Майнце в 1103 г. и вводил наказание потерей глаза или руки за нападение на жилище, поджог, причинение телесных повреждений или убийство. Аналогичные постановления издавались Фридрихом I Барбароссой в 1152 г. и Фридрихом II в 1235 г. Они имели целью прекратить военные конфликты между князьями, рыцарями и городами и заменить силовые методы решения споров судебными. Кроме того, земский мир защищал лиц, не имеющих право носить оружие (женщины, крестьяне, евреи), а также священные места (церкви, монастыри, места паломничеств). Нарушители земского мира подвергались суровым наказаниям, вплоть до конфискации всей собственности и смертной казни. Однако институт земского мира продолжал сохранять временный характер, поскольку право на применение оружия для охраны своих интересов и собственности глубоко укоренилось в феодальном обществе.
Ослабление центральной власти в Германии начиная с XIII века не позволяло императорам обеспечить эффективную реализацию постановлений о земском мире. В XIV — первой половине XV века все попытки императоров запретить частные войны (постановления Рудольфа I в 1287 году, Альбрехта I в 1303 году, Людвига IV в 1323 году, Карла IV в 1371 году, Венцеля в 1389 году, Сигизмунда в 1429 году) не имели успеха. В защиту земского мира и торговых путей собственные союзы образовывали в конце XIV — начале XV веков свободные города, однако они потерпели поражение от имперских князей и были распущены.
Перелом произошёл во второй половине XV века, когда инициатива в имперской реформе перешла к сословиям. Земский мир Фридриха III 1467 года запретил ведение частных войн на срок пять лет, а в 1471 и 1486 годах этот запрет был возобновлён, причём нарушение земского мира стало приравниваться к преступлению против особы императора.

## Вечный земский мир
Эволюция института земского мира завершилась в 1495 г., когда Вормсский рейхстаг в рамках Имперской реформы утвердил «Вечный земский мир» в качестве основного закона Священной Римской империи. Это решение было подтверждено в Аугсбургском религиозном мире 1555 г. и Вестфальском мирном договоре 1648 г. В государственно-правовом смысле «вечный земский мир» означал утверждение верховенства государства в сфере регулирования общественных отношений и переход от «кулачного права» к современной судебной системе разрешения споров. Вормсским рейхстагом 1495 г. были созданы и институциональные каналы урегулирования споров внутри империи: учреждён Имперский камеральный суд, игравший роль последней инстанции в судебной системе империи, созданы имперские округа, ответственные за поддержание общественного порядка на региональном уровне. Применение силовых методов разрешения конфликтов было запрещено на всей территории Священной Римской империи. Хотя окончательно устранить возможность военных столкновений между германскими княжествами не удалось, «вечный земский мир» на протяжении XVI—XVIII веков играл роль базового принципа сосуществования разнородных государственных образований в составе Священной Римской империи. Более того, современное германское право в сфере защиты прав и поддержания общественного порядка имеет истоки именно в системе земского мира «Старой империи».